# Casualty Actuarial Society
Casualty Actuarial Society (w skrócie CAS) – amerykańska organizacja zawodowa zrzeszająca aktuariuszy i mająca na celu poszerzanie i propagowanie wiedzy z zakresu nauk aktuarialnych stosowanych w ubezpieczeniach majątkowych i osobowych. 
Organizacja powstała w 1914 roku jako Casualty Actuarial and Statistical Society i skupiała 97 członków założycieli. Obecna nazwa została przyjęta w 1922. W 2007 liczba członków przekraczała 4500. Większość z nich mieszka i pracuje w Stanach Zjednoczonych. 
CAS oferuje dwa podstawowe poziomy członkostwa:
- Associate (ACAS)
- Fellow (FCAS)

Można je uzyskać poprzez zdanie serii egzaminów obejmujących wszelkie aspekty praktyki aktuarialnej.
Tytuł Associate jest przyznawany po zaliczeniu pierwszych siedmiu egzaminów. Po zdaniu następnych dwóch uzyskuje się tytuł Fellow of CAS.
Początkowe egzaminy są przeprowadzane wspólnie z Society of Actuaries. Jednakże względnie niewielu aktuariuszy kwalifikuje się do członkostwa w obu organizacjach.
Posiadacze tytułu ACAS bądź FCAS mogą zostać członkami Amerykańskiej Akademii Actuarialnej. Dodatkowym wymaganiem może być trzyletni staż zawodowy.